# Crazy Moon (album)
Crazy Moon è il quarto album dei Crazy Horse, pubblicato dalla RCA Records nel 1978. I brani del disco furono registrati al Broken Arrow di Redwood City, Kendun Studio di Burbank, Village Recorders di West Los Angeles, Sound City di Van Nuys (mixato al Woodrow Hill di Hollywood).

## Tracce
Lato A
1. She's Hot – 3:08 (Frank Sampedro, Steve Antoine)
2. Going Down Again – 3:24 (Ralph Molina)
3. Lost and Lonely Feelin' – 3:09 (Frank Sampedro)
4. Dancin' Lady – 3:19 (Billy Talbot, Frank Sampedro)
5. End of the Line – 3:06 (Ralph Molina)
6. New Orleans – 3:10 (Billy Talbot, Ben Keith)

Lato B
1. Love Don't Come Easy – 3:08 (Ralph Molina)
2. Downhill – 4:14 (Frank Sampedro)
3. Too Late Now – 2:53 (Frank Sampedro)
4. That Day – 3:14 (Billy Talbot)
5. Thunder and Lightning – 3:56 (Billy Talbot, Frank Sampedro)

Edizione CD del 1997, pubblicato dalla Raven Records
1. She's Hot – 3:12 (Frank Sampedro, Steve Antoine)
2. Downhill – 4:14 (Frank Sampedro)
3. Going Down Again – 3:27 (Ralph Molina)
4. Thunder & Lightning – 3:59 (Billy Talbot, Frank Sampedro)
5. New Orleans – 3:10 (Ben Keith, Billy Talbot)
6. That Day – 3:18 (Billy Talbot)
7. Lost and Lonely Feelin' – 3:10 (Frank Sampedro)
8. End of the Line – 3:03 (Ralph Molina)
9. Dancin' Lady – 3:20 (Billy Talbot, Frank Sampedro)
10. Love Don't Come Easy – 3:12 (Ralph Molina)
11. Too Late Now – 2:56 (Frank Sampedro)
12. Lady Soul – 3:38 (Mike Curtis) – Bonus Track from At Crooked Lake
13. Rock & Roll Band – 3:13 (Sydney Jordon) – Bonus Track from At Crooked Lake
14. Pill's Blues – 4:02 (George Whitsell) – Bonus Track from The Rockets
15. Let Me Go – 3:49 (Danny Whitten) – Bonus Track from The Rockets
16. Stretch Your Skin – 4:10 (Danny Whitten) – Bonus Track from The Rockets
17. Won't You Say You'll Stay – 2:49 (Danny Whitten) – Bonus Track from The Rockets
18. Mr. Chips – 2:22 (Danny Whitten) – Bonus Track from The Rockets

## Musicisti
- Frank Sampedro - chitarra
- Frank Sampedro - chitarra acustica (brano: B1)
- Frank Sampedro - voce solista (brani: A1, A3, B2, B3 e B5)
- Frank Sampedro - armonica, organo wurlitzer (brano: A3)
- Billy Talbot - basso
- Billy Talbot - voce solista (brani: A4, A6, B4 e B5)
- Billy Talbot - arrangiamenti (strumenti a fiato) (brano: A6)
- Ralph Molina - batteria
- Ralph Molina - voce solista (brani: A2, A5 e B1)
- Ralph Molina - chitarra acustica (brano: B1)

Musicisti aggiunti
- Neil Young - chitarra (brani: A1, A2, A6, B2 e B5)
- Greg Leroy - chitarra slide (brano: A3)
- Jay Graydon - chitarra elettrica (brano: A5)
- Jay Graydon - chitarra solista (brano: B4)
- Greg Rhodes - chitarra elettrica (brano: B1)
- Greg Rhodes - chitarra Slide (brano: B3)
- Barry Goldberg - pianoforte (brani: A3, A4, A6 e B3)
- Barry Goldberg - organo (brani: A5 e B4)
- Kirby Johnson - pianoforte (brani: A5 e B1)
- Ben Keith - chitarra pedal steel (brano: A3)
- Ben Keith - arrangiamenti (strumenti a fiato) (brano: A6)
- Bobby Notkoff - violino (brano: A4)
- Steve Lawrence - sassofono (brani: A6 e B1)
- Kenny Walther - trombone (brano: A6)
- Tom Brey - tromba (brano: A6)
- Michael Curtis - sintetizzatore (brano: B4)
- Michael Kowalski - batteria (brano: B1)

Lady Soul
- Greg Leroy - chitarra solista, Voce
- Michael Curtis - voce, pianoforte, organo, chitarra, mandolino
- Rick Curtis - voce, chitarra ritmica, banjo
- Billy Talbot - basso
- Ralph Molina - voce, batteria, chitarra, percussioni
- Patti Moan - accompagnamento vocale

Rock and Roll Band
- Greg Leroy - chitarra solista, Voce
- Michael Curtis - voce, pianoforte, organo, chitarra, mandolino
- Rick Curtis - voce, chitarra ritmica, banjo
- Billy Talbot - basso
- Ralph Molina - voce, batteria, chitarra, percussioni

Pills Blues - Let Me Go - Stretch Your Skin - Won't You Say You'll Stay - Mr. Chips
- Danny Whitten - chitarra
- Leon Whitsell - chitarra
- George Whitsell - chitarra
- Bobby Notkoff - violino
- Billy Talbot - basso
- Ralph Molina - batteria